# Бруклин (броненосен крайцер)
Вижте пояснителната страница за други значения на Бруклин.
„Бруклин“ (на английски: USS Brooklyn, ACR-3) е броненосен крайцер на ВМС на САЩ. Участва в испано-американската война, отличил се в сражението при Сантяго де Куба. Той е последният единичен „образец“ броненосен крайцер на американския флот. След него САЩ започват серийна постройка на кораби от този клас, първият такъв проект са броненосните крайцери от типа „Пенсилвания“.

## Конструкция
За разлика от предишните проекти „Бруклин“ е силно повлиян от френската школа в корабостроенето. Притежава характерните за нея дълбоко извити бордове в горната им част, ромбично разположение на оръдията от главния калибър и тежки бойни мачти с множество марсове. Обаче избраната схема на брониране е въз основа на британския опит.

### Корпус
Крайцерът има пълна водоизместимост около 10 000 тона. Дължината по водолинията е 122,1 метра, заедно с тарана на носа – 122,7 метра. Ширината на кораба е 19,7 метра: в съответствие с традициите на френското корабостроене надводният борд е силно извит навътре в горната му част, по този начин ширината на кораба по горната му палуба е почти двойно по-малка от ширината му по водолинията. Това конструкторско решение позволява да се разположи високо тежката артилерия (това ѝ дава възможност да стреля и в лошо време), като при това се намява теглото във височина на корпусната конструкция и се подобрява устойчивостта на кораба. Освен това завалът на бордовете дава и по-добри ъгли на наводка на казематираната артилерия.
Корпусът на крайцера има приповдигнат полубак за подобряване на мореходността, плавно преминаващ в невисока правоъгълна надстройка. В предната част, зад носовата кула на ГК има кулоподобен мостик с носовата бойна мачта. Крилата на мостика са много широки и излизат далеч встрани. На кърмата е втората бойна мачта с масивни наблюдателни марсове. Корабът има три високи и тънки комина, които са характерни за американската школа в корабостроенето.

### Въоръжение
Основното въоръжение на крайцера са осем 203-mm 35-калиброви оръдия Mark-3, сдвоени в четири бронирани кули. Началната скорост на полета на 118-kg снаряд е 640 метра в секунда, което дава далекобойност от около 14 хиляди метра. Оръдията стрелят с бавно горящ димен („кафяв“) барут и макар да са достатъчно мощни, страдат от ниска надеждност и множество технически дефекти, които са причинени от липсата на достатъчен опит в производството на тежка артилерия от американските заводи. Също значителен проблем е ниският темп на стрелба: заради архаичните процедури по презареждане, приети в американския флот по онова време, скорострелността им е един изстрел за две минути. Едва към 1900 година този проблем е решен и след опростяване на процедурата и подобряване на подготовката на артилеристите скорострелността нараства до 2 – 3 изстрела в минута.
За оръдията на ГК е приета френската „ромбична“ схема на разположение. Едната кула е разположена на носа, две по бордовете в центъра на корпуса, на спонсони една – на кърмата. Носовата кула е разположена на полубака, а всички останали – една палуба по-надолу. Подобно разположение дава залп от шест оръдия при преследване, шест оръдия при отстъпление и шест оръдия на борд: поради силно извитите бордове страничните кули могат да стрелят по носа или по кърмата без да повреждат надстройките с барутните газове от изстрелите.
Спомогателното въоръжение на крайцера са дванадесет доста сполучливи 127-mm скорострелни 40-калиброви оръдия. Оръдията им са с унитарно зареждане и темп на стрелбата до 12 изстрела в минута, те използват фугасни снаряди за поразяване на небронираните части на борда на противника. Цялата скорострелна артилерия е разположена в индивидуални каземати, защитени от противоосколочна броня: две оръдия са на полубака, още две – в кърмовата част на надстройката и осем – на главната палуба – ниво по-надолу. Залпа по всеки борд е от шест оръдия, поради етажното им разположение, а четири оръдия могат да водят преследващ и ретираден (при отстъпление) огън.
Противоминната артилерия е от осем шестфунтови оръдия в индивидуални небронирани каземати и две еднофунтови картечници „Дригс-Шрьодер“ на марсовете.
Като подводно въоръжение корабът има таран и пет 457-mm надводни торпедни апарата. Носовият ТА е над форщевена и служи за стрелба с торпеда право по курса: останалите четири апарата са разположени сдвоени по бордовете.

### Брониране
Макар и корабът да се класифицира като броненосен крайцер, неговият тънък и тесен брониран пояс по водолинията е от само 76 mm никелова броня, която прикрива само районите на машинното отделение, оставяйки по-голямата част от борда незащитена. Основната защита и при „Бруклин“, като на предишните проекти, е изпъкналата (черупковидна) бронирана палуба с мощни скосове към бордовете. Дебелината на хоризонталната ѝ част е 76 mm, на скосовете е 152 mm. Така например, за да се порази машинното отделение неприятелския снаряд следва да пробие първо броневия пояс, а след това и скосовете на палубата.
Между бордовата обшивка на крайцера и скоса на бронираната палуба има разделен на много отсеци кофердам. Той следва да локализира ефекта на взривяващите се снаряди около водолинията. Отсеците на кофердама са напълнени с целулоза, която според конструктура, при пробойна следва да се раздува от нахлуващата вода и да затиска пробойните. Това решение се оказва неефективно и пожароопасно на всичкото отгоре, заради което при модернизацията на кораба целулозата е извадена от отсеците.
Артилерията на главния калибър е защитена от 140 mm плочи броня на „Харви“ по кулите и 203 mm – на барбетите. Казематите на спомогателната артилерия са бронирани от тънка 76 mm броня – за защита от осколки и малокалибрени снаряди.
Като цяло броневата защита е недостатъчна – особено на фона на мощното въоръжение – и е по-скоро ориентирана да пази от тежки, бавнострелящи оръдия, отколкото от скорострелна артилерия.

### Силова установка
Корабът има четири възвратно-постъпателни парни машини с тройно разширение, с форсажна мощност от 18 750 к.с., задвижващи два винта. Котлите на кораба са модел „Белвил“.
Максималната скорост на крайцера е 20 възела (макар че на изпитанията кораба да дава 21,97 възела). Запасът гориво е 900 тона, което е достатъчно за далечина на плаване от 6000 морски мили икономичен 10 възелов ход.

## Модернизации
В периода 1909 – 1911 г., крайцерът е модернизиран, за да бъде съобразен със съвременните изисквания. В хода на модернизацията са направени следните промени:
- Котлите „Белвил“ са заменени с пет двойни и два одинарни цилиндрически котела;
- За оръдията на ГК е въведена двустепенна система за подаване на снаряди и заряди към тях;
- Монтирана е система за управление на огъня;
- Демонтирани са всички торпедни апарати и половината от 6 фунтовата противоминна артилерия.[~ 3]

## История на службата
По време на испано-американската война, „Бруклин“ първоначално е зачислен към „летящия ескадрон“ – отряд крайцери, който следвало да защитава корабоплаването по източното крайбрежие от потенциалните атаки на испански крайцери. След като става ясно, че испанският флот не проявява инициатива във войната броненосните крайцери от „летящия ескадрон“ са насочени към блокадата на испанските кораби в пристанището на Сантяго де Куба.
По време на сражението при Сантяго де Куба, „Бруклин“ е флагмански кораб на комодор Шлей (поел командването във връзка със забавянето на адмирал Уилям Сампсон). На „Бруклин“ е отредена специална роля в блокадата, тъй като той теоретично е единственият кораб, който е способен да настигне испанските крайцери на Сервера. Адмирал Сервера, командващ испанската ескадра, отчита значението на „Бруклин“ и смята, че неутрализирането му е от изключителна важност при разкъсването на блокадата – дори ако следва да загуби един от собствените си кораби.
В самото начало на боя, адмирал Сервера насочва своя флагман „Инфанта Мария Тереза“ към „Бруклин“, опитвайки се да завърже бой на близка дистанция и по този начин да даде възможност на другите испански кораби да се спасят. „Бруклин“ тръгва насреща на испанците: когато разстоянието между корабите се смалява до миля, „Бруклин“ обръща руля, и при маневрата изсипва върху „Инфантата“ цялата сила на бордовия залп. Под убийствения обстрел, на малка дистанция, испанския кораб обръща курса и започва да бяга. „Бруклин“ (след като прави пълен завой при който едва не се сблъсква с броненосеца „Тексас“) оглавил преследването.
След като американският огън изважда от битката „Инфанта Мария Тереза“ и „Амирал Окендо“, „Бруклин“ атакува двата останали испански кораба, опитвайки се да ги притисне към брега и по този начин да ограничи маневрирането им. Крайцерът „Бискай“ прави опит да таранира американския флагман, но „Бруклин“ се изплъзва и от близка дистанция разстрелва испанеца, принуждавайки го да се насочи и заседне в плитководието.
В края на боя „Бруклин“ настига бягащия испански крайцер „Кристобал Колон“ и започва артилерийски дуел от близка дистанция. Корабите си разменят няколко залпа: при това „Бруклин“ уцелва противника с четири 127-mm снаряда, но и сам получава три попадения (дава само една жертва). И двата кораба са боеспособни и могат да продължат боя, но заради приближилия „Орегон“, испанският крайцер е в безизходица и спускайки флаг той се насочва към брега, където засяда на плиткото.
„Бруклин“ участва най-интензивно в сражението – обяснимо, заради високата му скорост – и получава най-много попадения от испанците – 20.

## Оценка на проекта
Като цяло за времето си „Бруклин“ е впечатляващ кораб, на първо време заради много силното си и рационално разположено въоръжение. Нито един от неговите съвременници няма осем куполни 203-mm оръдия: за сметка на ромбичното им разположение, крайцерът може да използва шест от тях в преследване на жертва или при бягство от по-силен противник.
Спомогателното въоръжение на кораба е също мощно и ефективно. Разположени в индивидуални каземати 127-mm оръдия са надежно защитени и имат добър ъгъл на обстрел.
Главен недостатък на кораба е слабото му брониране, ориентирано да пази по скоро от големия калибър на бавнострелните тежки оръдия на 1880-те, отколкото на съвременните скорострелни оръдия. Комбинацията на тънък бронепояс и черупковидна броня с дебели скосове надеждно защитава машинното отделение, но вертикалното брониране пази по-малко от половината площ на кораба над водолинията. Скорострелните оръдия с унитарно зареждане (или появилите се през 1890-те тежки оръдия с висок темп на стрелба и фугасни снаряди) могат да разпарчетосат небронирания борд на крайцера, потопявайки го без дори да пробият бронята.
Като цяло „Бруклин“ е пример за броненосен крайцер, който е по-близо до броненосците от 2-ри ранг, отколкото към броненосните крайцери. Кораб, който е разчитан да води ексадрен бой. Заради мащабната програма за строителство на океански броненосци, във флота на САЩ този проект не получава развитие и по същество е излишен.

## Коментари
1. ↑  Префиксът „USS“ е от на английски: United States Ship (Кораб на Съединените щати).
2. ↑  Откритите площадки по двете му страни.
3. ↑  Във връзка с нарасналите размери и живучест на миноносците, подобни леки оръдия са вече безполезни.
4. ↑  На практика заради лошото им състояние, скоростта на корабите на Сервера е по-ниска от тази на американските броненосци.